# Lutsharel Geertruida
Lutsharel Geertruida, född 18 juli 2000 i Rotterdam, är en nederländsk fotbollsspelare som spelar i Feyenoord, och som representerar det nederländska landslaget.

## Karriär
Geertruida representerade som junior bland annat Sparta Rotterdam och Feyenoord där han även inledde sin seniorkarriär 2017. Han har även representerat det nederländska landslaget på olika juniornivåer sedan 2016. 2023 debuterade han i A-landslaget, och medverkade i EM 2024.